# Sporophile de Temminck
Sporophila falcirostris
Espèce
Statut de conservation UICN

 VU A2cd+3cd+4cd;C2a(i) : Vulnérable
Le Sporophile de Temminck (Sporophila falcirostris) est une espèce de passereaux appartenant à la famille des Thraupidae.
Le nom francophone de cette espèce commémore l'ornithologue néerlandais Coenraad Jacob Temminck (1778-1858).

## Répartition et habitat
On le trouve au sud-est du Brésil, à l'est du Paraguay et au nord-est de l'Argentine.
Il a été observé dans les bambous Chusquea et Guadua. Il est menacé par la perte de son habitat.

## Alimentation
Il se nourrit principalement de graines de bambous et mange les graines d'autres espèces et des insectes quand les graines de bambous ne sont pas disponibles.